# بولینگ به تنهایی
بولینگ به تنهایی: فروپاشی و احیای جامعهٔ آمریکایی (به انگلیسی: Bowling Alone: The Collapse and Revival of American Community) یک کتاب غیرداستانی است که در سال ۲۰۰۰ توسط رابرت پاتنم منتشر شد. این کتاب از مقالهٔ او در سال ۱۹۹۵ با عنوان «بولینگ به تنهایی: سرمایه اجتماعی رو به افول آمریکا» توسعه داده شد. پاتنم کاهش سرمایه اجتماعی در ایالات متحده از سال ۱۹۵۰ را به‌دقت بررسی می‌کند. او کاهش تمام اشکال مقاربت‌های اجتماعی حضوری را که آمریکایی‌ها بر اساس آن‌ها بنیان‌سازی می‌کردند، آموزش می‌دادند و بافت زندگی اجتماعی خود را غنی می‌کردند، توصیف کرده است. او استدلال می‌کند که این امر مشارکت مدنی فعالی را که یک دموکراسی قوی از شهروندانش می‌خواهد، تضعیف می‌کند.

## محتوا
پاتنم شیوه‌هایی را مطرح نمود که در آن آمریکایی‌ها مشارکت اجتماعی را رها کرده‌اند؛ از جمله کاهش مشارکت رأی‌دهندگان، حضور در ملاقات‌های عمومی، خدمت در کمیته‌ها و کار با احزاب سیاسی. پاتنم همچنین به بی‌اعتمادی فزاینده آمریکایی‌ها به دولتشان اشاره کرد. پاتنم این احتمال را پذیرفت که این عدم اعتماد را می‌توان به «فهرست طولانی تراژدی‌ها و رسوایی‌های سیاسی از دهه ۱۹۶۰» نسبت داد، اما معتقد بود که این توضیح زمانی که آن را در کنار دیگر «روندهای مشارکت مدنی در سطح وسیع‌تری» می‌نگریم، محدود می‌شود.

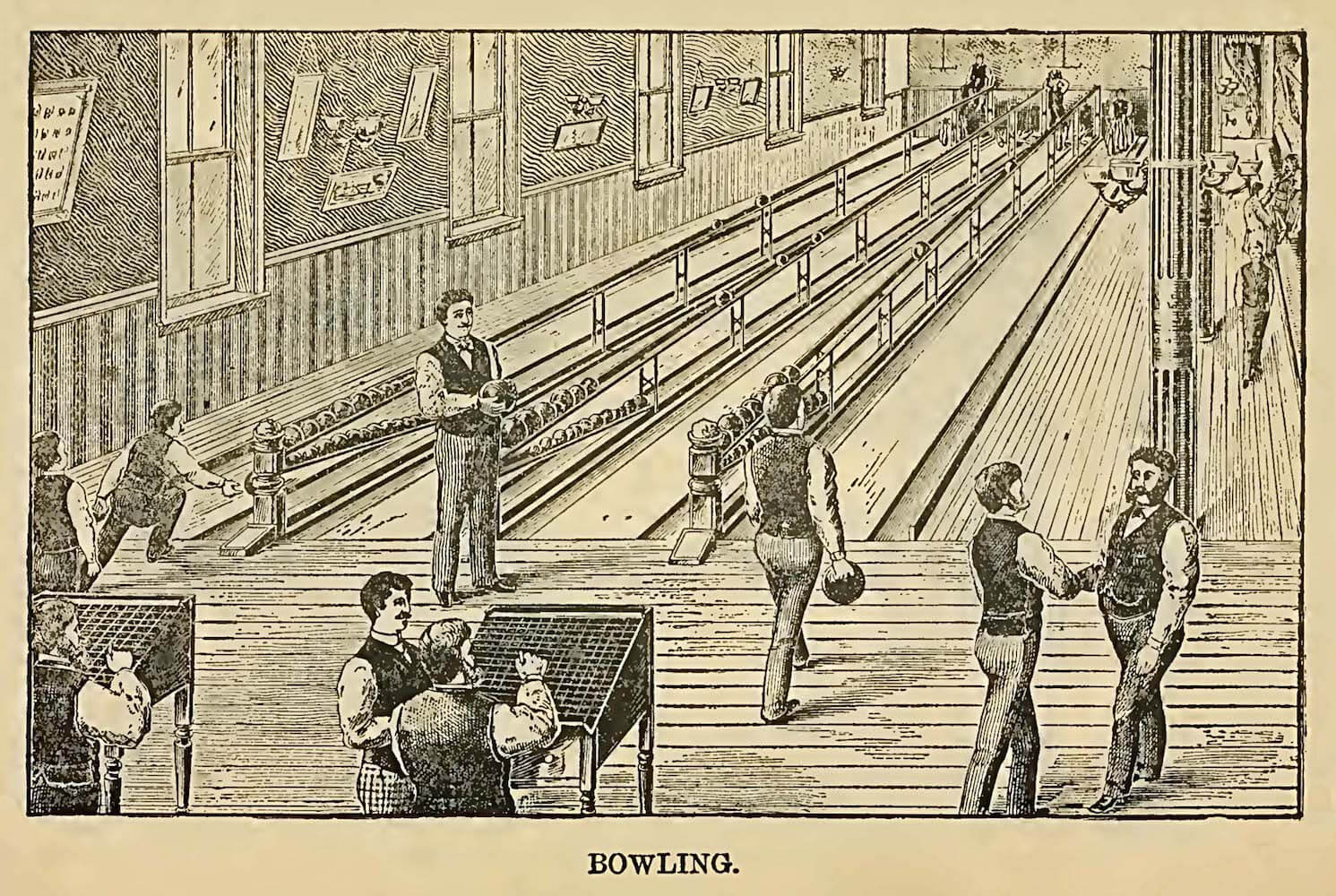
تصویری در سال ۱۸۹۲ از یک مرکز بولینگ در کتابخانهٔ ورزشی اسپالدینگ، جنبه اجتماعی این ورزش را منعکس می‌کند.